# Nikolai Karamzin
Nikolai Mihailovici Karamzin (în rusă: Никола́й Миха́йлович Карамзи́н) (n. 1 decembrie 1766 – d. 3 iunie 1826) a fost un scriitor, istoric și critic rus.
A scris Istoria statului rus, un tratat de 12 volume privind istoria națională, scris după modelul marelui istoric Edward Gibbon și care reprezintă o bogată sursă de inspirație pentru scriitorii ruși și care a contribuit la dezvoltarea prozei artistice în cadrul literaturii ruse.

## Scrieri
- 1791/1792: Scrisorile unui călător rus (Pis'ma russkogo puteșestvennika, Письма русского путешественника)
- 1792: Sărmana Liza (Bednaia Liza, Бедная Лиза)
- 1792: Natalia, fiica boierului (Natalia, boiarskaia doč, Наталья, боярская дочь)
- 1802: Marfa, soția guvernatorului (Marfa-posadnitsa, Марфа-посадница)
- 1816 - 1826: Istoria statului rus (Istoriya gosudarstva Rossiyskogo, История государства Российского).

Karamzin a fondat revistele Moskovskii jurnal și Vestnik Evropî.